# Nadere Reformatie
Als Nadere Reformatie (niederländisch für nähere (im Sinne von präzisere, weitergehende) Reformation) wird seit dem Ende des 19. Jahrhunderts eine Bewegung innerhalb der niederländisch-reformierten Kirche des 17. und 18. Jahrhunderts bezeichnet. Ihre genaue Abgrenzung ist umstritten, ebenso wie ihr Verhältnis zu den verwandten Bewegungen des Puritanismus in England und des Pietismus in Deutschland.

## Begriff und Erforschung
Als Programmbegriff begegnet Nadere Reformatie erstmals in einer Reformschrift des Utrechter Konsistoriums von 1665. Inhaltlich wurden dort Forderungen Willem Teellincks nach einer vorder reformatie (weitere Reformation, vermutlich in Anlehnung an die puritanische Forderung einer further reformation) aufgenommen. Als historiographische Bezeichnung für eine bestimmte Strömung begegnet der Begriff seit dem ausgehenden 19. Jahrhundert und hat sich seit etwa 1950 eingebürgert. Seit 1977 erstmals das Documentatieblad Nadere Reformatie erschien, hat sich die Forschung stark ausgeweitet. 1983 wurde die Stichting Studie der Nadere Reformatie (SSNR) gegründet, die seit 2006 die Website Sleutel tot de Nadere Reformatie betreibt. Im deutschen Sprachraum hat sich die Verdeutschung Nähere Reformation kaum durchgesetzt, während im Englischen häufig noch von Further Reformation die Rede ist.

## Kennzeichen
Die Nadere Reformatie legte großen Wert auf die Auswirkungen der biblischen Botschaft auf alle Aspekte des täglichen Lebens. Die Reformation von Martin Luther und Johannes Calvin führte zu einem Bruch mit der Römisch-Katholischen Kirche und einzelnen Aspekten ihrer Theologie. Die Reformation war zuallererst eine Erneuerung auf dem Gebiet der Lehre.
Die Nadere Reformatie richtete sich neben der Lehre auch auf das Leben, den konkreten Lebenswandel. Die nähere Reformation beabsichtigte die Auswirkung der biblischen Prinzipien in Familie, Gesellschaft, Kirche, Politik und Staat. Die Prediger und Theologen der näheren Reformation riefen zu Buße und Reue auf.
Der christlich-reformierte Theologe Willem van ’t Spijker bezeichnete die Nadere Reformatie als „die niederländische Erscheinungsform des internationalen Pietismus des siebzehnten Jahrhunderts“. Dagegen sah Johannes Wallmann sie als „selbst reformierte Orthodoxie nach ihrer praktische Ausrichtung“.

## Vertreter
Als Vorläufer oder Gründungsväter der Nadere Reformatie gelten neben Willem Tellinck auch Jean Taffin und William Ames. Wichtigste Vertreter waren die Professoren Gisbert Voetius und Hermann Witsius sowie die Prediger Wilhelmus à Brakel und Jodocus van Lodenstein. Bei Jean de Labadie führten radikale Forderungen zu einer Separation von der reformierten Kirche. Noch im 21. Jahrhundert wohnen im sogenannten Bibelgürtel überdurchschnittlich viele Personen, die durch ihre Vorfahren, die zur Nadere Reformatie gehört hatten, geprägt wurden.